# Горжениново
Горжениново — деревня в Парфеньевском районе Костромской области.

## География
Находится в центральной части Костромской области приблизительно в 30 км по прямой на север от центра района села Парфеньево.

## История
В период существования Костромской губернии деревня относилась к Чухломскому уезду. В 1872 году здесь было учтено 8 дворов, в 1907 году — 15. До 2021 года деревня входила в Матвеевское сельское поселение (Костромская область).

## Население
Постоянное население составляло 35 человек (1872 год), 83 (1897), 99 (1907), 5 в 2002 году (русские 100 %), 1 в 2022.